# Treno della Valle
Treno della Valle era il nome di una relazione ferroviaria tra San Benedetto del Tronto e Castel di Sangro operata dalla Sangritana.

Il treno della Valle era caratterizzato da una sgargiante livrea arancio-verde e gialla appositamente creata per questo servizio.

Con lo stesso nome si intendeva anche un treno turistico operativo al sabato in estate, o comunque su richiesta per gruppi di almeno 25 persone, tra Lanciano e Castel di Sangro, sempre della ferrovia Sangritana.
Il viaggio in treno comprendeva diversi itinerari: artistico, archeologico, gastronomico, paesaggistico... 
Iniziava sul tracciato delle Ferrovie dello Stato a San Benedetto del Tronto e proseguiva sul tracciato della FAS da San Vito Marina fino a Castel di Sangro.

## Sospensione del servizio

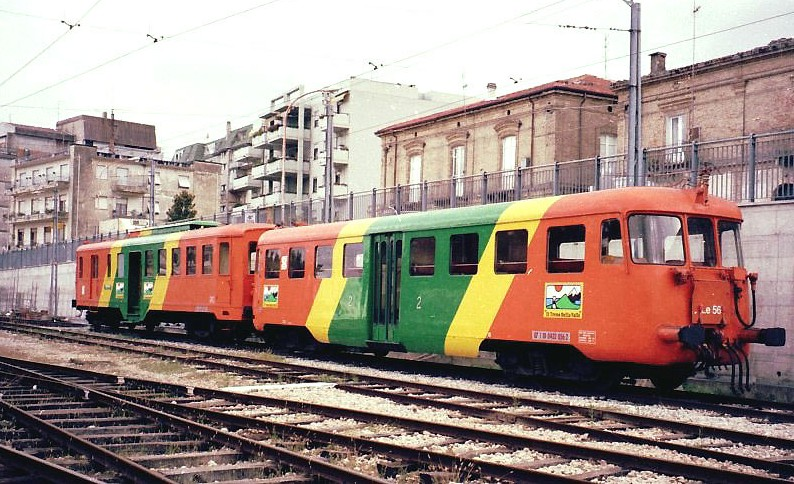
Rimorchi della Ferrovia Sangritana in livrea Treno della Valle in sosta alla stazione di Lanciano (CH)

Attualmente a causa di lavori di ammodernamento della tratta Lanciano-Castel di Sangro e per la presenza di lesioni gravi su 11 ponti il servizio è sospeso dal 2007. 
Uno studio commissionato dalla Regione Abruzzo ad una società di consulenza londinese ha quantificato ad un miliardo di euro la spesa necessaria per la ripresa del servizio lasciando ampi dubbi sulla reale convenienza economica dell'impresa.